# Light My Body Up
Light My Body Up è un singolo del DJ francese David Guetta, pubblicato il 23 marzo 2017 dalla Atlantic.
Il singolo ha visto la partecipazione vocale della rapper trinidadiana Nicki Minaj e del rapper statunitense Lil Wayne.

## Tracce
1. Light My Body Up (feat. Nicki Minaj & Lil Wayne) – 3:45 (David Guetta, Giorgio Tuinfort, Julien Martinez, Ester Dean, Onika Maraj, Nick van de Wall, Dwayne Carter Jr., Kirill Slepukha, Danil Shilovskii)